# Echinocereus subinermis
Echinocereus subinermis (alicoche pelón) es una especie de planta fanerógama de la familia Cactaceae que se distribuye en Chihuahua, Sinaloa y Sonora en México. La palabra subinermis es de origen latino y significa «casi desarmada» en referencia a la poca longitud de sus espinas.

## Descripción
Crece de forma solitaria o ramificada, llegando a formar agrupaciones de hasta 10 tallos. El tallo es globoso a cilíndrico, de color verde grisáceo a verde rojizo, mide de 4 a 33 cm de alto y de 4 a 15 cm de ancho. Tiene de 5 a 11 costillas. Posee de 0 a 4 espinas centrales de color claro u oscuro, erectas y de 1 a 20 mm de largo, tiene hasta 10 espinas radiales, delgadas y de color amarillo opaco a grisáceo y miden de 1 a 30 mm. La flor aparece cerca del ápice del tallo, es funeliforme de color amarillo brillante y mide de 7 a 10 cm de largo y de 5 a 13 cm de ancho. El fruto que produce es obovoide, está cubierto de espinas y es de color verde grisáceo y la pula es blanca.

## Distribución y hábitat
Se distribuye en Chihuahua, Sinaloa y Sonora en México, cerca del río Mayo y a lo largo de la Sierra Madre Occidental. Crece bajo la sombra de las rocas en selvas bajas caducifolias y en bosques de encino (Quercus) en elevaciones de 50 a 1200 m s. n. m.

## Estado de conservación
Poco se sabe del estado de conservación de la especie o de las probables amenazas para sus poblaciones, sin embargo, se encuentra protegida legalmente en México, listada en la Norma Oficial Mexicana 059-SEMARNAT-2010 como especie sujeta a protección especial (Pr).